# La Pianiste
La Pianiste is een Franse film van regisseur Michael Haneke uit 2001. De film is gebaseerd op het boek Die Klavierspielerin van schrijfster Elfriede Jelinek, die in 2004 de Nobelprijs voor de Literatuur won.

## Verhaal
Erika Kohut is een gerenommeerde pianolerares aan het conservatorium van Wenen. Ze is genadeloos voor haar studenten en streeft naar perfectie. Erika woont samen met een bemoeizieke moeder, met wie ze zelfs in hetzelfde bed slaapt. Op een thuisconcert ontmoet ze Walter Klemmer bij wie ze meteen in de smaak valt. Ze vertelt hem over haar vader die geestesziek is en het verband met een werk van haar geliefde componist, Schubert.
Erika geeft vaak blijk van een ijzige onbewogenheid maar heeft verborgen kanten. Na de les huurt ze een hok in de videotheek om porno te bekijken waar ze aan de tissues ruikt die anderen er achterlaten. Ze begluurt vrijende koppels in de drive-in en schept genoegen in zelfverminking.
Walter Klemmer schrijft zich in voor Erika’s masterclass om bij haar te kunnen zijn. Na de toelatingsproef stemt ze negatief maar de andere professoren vinden dat Walter wel moet worden toegelaten. Erika is duidelijk geërgerd tijdens de eerste pianoles en steekt niet onder stoelen of banken dat ze een negatief advies heeft gegeven bij de toelatingsproef. Walter vraagt haar om hem een kans te geven en benadrukt dat hun ontmoeting een grote indruk op hem heeft nagelaten.
Tijdens een repetitie stelt Walter een jonge studente gerust door naast haar te gaan zitten aan de piano. De jaloezie neemt Erika in haar greep en ze glipt de zaal uit. Ze breekt een glas en laat de scherven in de jas van haar pianostudente glijden. Wanneer het meisje haar hand ernstig verwondt, laat ze haar jaloezie duidelijk blijken aan Walter en stuift weg naar de toiletten. Daar zoekt hij haar op: het begin van een moeilijke relatie.

## Rolverdeling
| Acteur             | Personage             |
| ------------------ | --------------------- |
| Isabelle Huppert   | Erika Kohut           |
| Annie Girardot     | de moeder             |
| Benoît Magimel     | Walter Klemmer        |
| Susanne Lothar     | Mevrouw Schober       |
| Anna Sigalevitch   | Anna Schober          |
| Udo Samel          | doctor Blonskij       |
| Cornelia Köndgen   | Madame Blonskij       |
| Thomas Weinhappel  | de bariton            |
| Philipp Heiss      | Naprawnik             |
| Rudolf Melichar    | de directeur          |
| Gabriele Schuchter | Margot                |
| Georg Friedrich    | de man in de drive-in |

## Prijzen en nominaties
- Césars 2002
  - Prijs voor de beste actrice in een bijrol - Annie Girardot (gewonnen)
  - Prijs voor de beste actrice – Isabelle Huppert (nominatie)
- Filmfestival Cannes 2001
  - Prijs voor de beste acteur – Benoît Magimel (gewonnen)
  - Prijs voor de beste actrice – Isabelle Huppert (gewonnen)
  - Grote prijs van de jury – Michael Haneke (gewonnen)
  - Gouden Palm – Michael Haneke (nominatie)
- BAFTA 2002
  - Beste film in een taal anders dan het Engels – Michael Haneke (nominatie)
- Bodil Festen 2003
  - Beste niet-Amerikaanse film – Michael Haneke (nominatie)
- Camerimage 2001
  - Gouden Kikker – Michael Haneke (nominatie)
- European Film Awards 2001
  - Prijs voor de beste actrice – Isabelle Huppert (gewonnen)
  - Prijs voor de beste scenarioschrijver – Michael Haneke (nominatie)
- Der Deutscher Filmpreis 2002
  - Beste buitenlandse film – Michael Haneke (gewonnen)
- Internationaal Filmfestival van Seattle 2002
  - Prijs voor de beste actrice – Isabelle Huppert (gewonnen)